# افزایش آلدول موکایاما
| اجزا افزوده شده                                                   |
| ----------------------------------------------------------------- |
| آلدئید (R۱ = آلکیل، آریل) یا فرمات (R۱ = OR)                      |
| سیلیل انول اتر (R۱ = آلکیل، آریل، H; R۲ = آلکیل، آریل، H, OR, SR) |

افزایش آلدول موکایاما (به انگلیسی: Mukaiyama aldol addition) یک واکنش آلی و نوعی واکنش آلدول بین یک سیلیل انول اتر و یک آلدئید یا فرمات است. این واکنش توسط تروآکی موکایاما (۱۹۲۷–۲۰۱۸) در سال ۱۹۷۳ کشف شد. انتخاب واکنش‌دهنده‌های وی امکان واکنش متقابل آلدول بین آلدئید و کتون یا یک آلدئید متفاوت و بدون خود متراکم شدن آلدئید را فراهم می کند. به همین دلیل از این واکنش در سنتزهای آلی بسیار استفاده می شود.

## سازوکار
در زیر، سازوکار واکنش با R۲ = H نشان داده شده است:
در مثال ذکر شده اسید لوئیسی TiCl۴ مورد استفاده قرار گرفته است. ابتدا، اسید لوئیس جز آلدهید را فعال می‌کند و به دنبال آن پیوند کربن-کربن بین انول سیلان و آلدهید فعال شده تشکیل می شود. با از دست دادن کلروسیلان، ترکیب ۱ تشکیل می شود. محصول مورد نظر، مخلوط راسمیک ۲ و ۳، به وسیله استحصال آبی بدست می آید.